# Actinidia strigosa
Actinidia strigosa är en tvåhjärtbladig växtart som beskrevs av Joseph Dalton Hooker, Amp; Thoms. och George Bentham. Actinidia strigosa ingår i släktet aktinidiasläktet, och familjen Actinidiaceae. Inga underarter finns listade i Catalogue of Life.